# Gérard Pettipas
Cet article possède un paronyme, voir Gérard Petipas.
Mgr Gérard Pettipas, c.ss.r., né le 6 septembre 1950, est un prélat canadien de l'Église catholique. En 2006, il fut nommé archevêque de l'archidiocèse de Grouard-McLennan en Alberta.

## Biographie
Gérard Pettipas est né le 6 septembre 1950 à Halifax en Nouvelle-Écosse. Il reçut un baccalauréat ès arts du Collège rédemptoriste du Saint-Rédempteur (Holy Redeemer Redemptorist College) de Windsor en Ontario en 1971. De 1971 à 1972, il suivit des études de théologie à la Maison de formation rédemptoriste (Redemptorist Formation House) du quartier Côte-des-Neiges de Montréal au Québec. Le 15 août 1973, il prononça ses vœux et rejoignit la Congrégation du Très Saint Rédempteur, appelée les Rédemptoristes. Le 7 mai 1977, il fut ordonné prêtre au sein de cette congrégation. Après son ordination, il devint vicaire de la paroisse de Sainte-Thérère de Saint-Jean de Terre-Neuve de 1977 à 1978. Par la suite, il occupa différentes positions dans des établissements scolaires à Windsor et à Toronto en Ontario. En 1999, il devint prêtre de la paroisse de Saint-Joseph à Grande Prairie en Alberta.
Le 30 novembre 2006, il fut nommé archevêque de l'archidiocèse de Grouard-McLennan en Alberta. Il fut consacré le 25 janvier 2007 par Mgr Luigi Ventura, nonce apostolique au Canada.

## Succession apostolique
Gérard Pettipas a ordonné les évêques suivants :
- Évêque Mark Hagemoen (en) (2013)
- Évêque Jon Hansen (de), C.Ss.R. (2018)
- Archevêque Charles Duval (id), C.Ss.R. (2025)